# 飲精

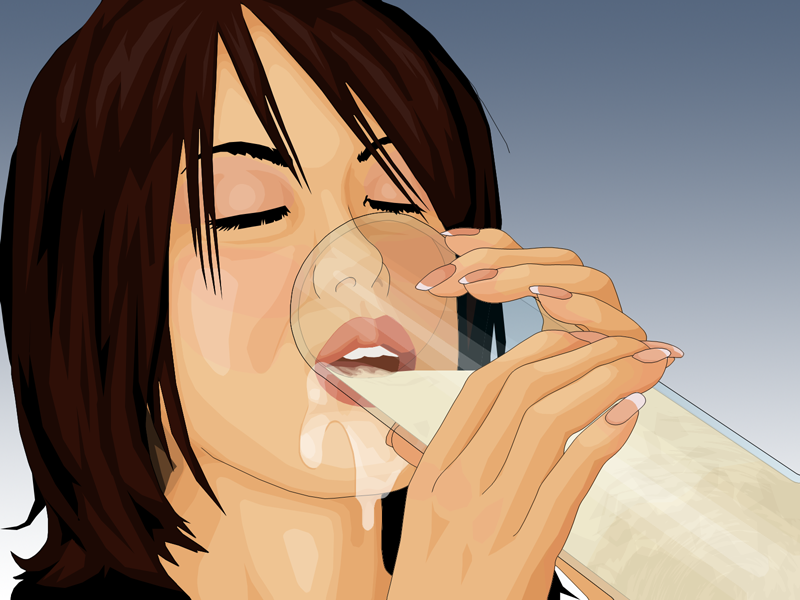
飲精

飲精（英語： / 日语：/中文又称（吞精）），源自日語擬聲詞「ごっくん」，指吞飲精液，多數在色情片中出現。不同於口內射精，飲精是大量吞飲精液，有時使用容器盛載，甚至是多名射精演員把精液射入容器，然後由通常为一位色情片演員吞飲。也有高潮後拔出來直接射在色情片演員嘴裡。
- 顏射
- 口傳精液
- 射精演員